# زبان سرغلامی
زبان سرغلامی احتمالاً یک زبان ایرانی منقرض شده است که قبلاً در روستای سرغلام در بدخشان افغانستان گفتگو می‌شده است. این زبان توسط ایوان زاروبین در دهه ۱۹۲۰ ثبت شده است، اگرچه بسیاری از زبان شناسان در وجود این زبان شک دارند. زاروبین گفته است که این زبان در دره‌ای در شرق فیض‌آباد صحبت می‌شده و چند کلمه از آن را جمع‌آوری کرده است. اگرچه ممکن است او به روستای سرغلام اشاره داشته باشد، تصور می‌شود که این زبان بخشی از شاخه مونجی-یدغه از زبان پامیری باشد، اگرچه بسیاری از واژگان پشتو نیز در این زبان یافت می‌شود.